# Lukovica (Želino)
Lukovica (makedonsky: Луковица) je vesnice v Severní Makedonii. Nachází se v opštině Želino v Položském regionu.

## Geografie
Lukovica se nachází v nejjižnější části opštiny Želino a leží na severovýchodním svahu hory Suva Gora. Obec je hornatá a leží v nadmořské výšce 930 metrů. Od města Tetovo je vzdálená 28 km.
Geograficky obec spadá do oblasti Poreče, historicky však spadá do Položské kotliny.
Katastr vesnice je velký, zaujímá 40,9 km2. Dominují mu lesy o rozloze 1 504 ha, orná půda o rozloze 135 ha a orná půda o rozloze 22 ha.

## Historie
Během nadvlády Osmanské říše byl život ve vesnici velmi těžký kvůli neustálým nájezdům muslimů z okolních vesnic. Mnoho obyvatel bylo násilně donuceno ke konvertování k islámu a mnoho mužů bylo zabito v lesích a na pastvinách. Až do roku 1912 byl život ve vesnici pro Makedonce tak těžký, že ve vesnici téměř žádní nezůstali.
Podle záznamů Vasila Kančova z roku 1900 zde žilo 105 křesťanů (Makedonci) a 106 muslimů (převážně Albánci).

## Demografie
Podle sčítání lidu z roku 2021 žije ve vesnici 7 obyvatel makedonské národnosti.
| Rok          | 1900 | 1905 | 1948 | 1953 | 1961 | 1971 | 1981 | 1991 | 1994 | 2002 | 2021 |
| ------------ | ---- | ---- | ---- | ---- | ---- | ---- | ---- | ---- | ---- | ---- | ---- |
| Obyvatelstvo | 211  | 80   | 335  | 374  | 369  | 238  | 90   | 34   | 37   | 47   | 7    |